# Mord är lätt (TV-serie)
Mord är lätt är en brittisk thrillerserie som hade premiär den 27 december 2023. Serien består av två avsnitt. Serien är baserad på Agatha Christies roman med samma namn.

## Handling
Serien utspelar i Storbritannien 1945 och kretsar kring den unge Luke Fitzwilliam som anländer till den brittiska landsbygden för ett nytt arbete. När han får höra att en mördare går lös blir det en kamp mot klockan för att hinna hitta den skyldige.

## Rollista (i urval)
- David Jonsson – Luke Obiako Fitzwilliam
- Morfydd Clark – Bridget Conway
- Penelope Wilton – Miss Lavinia Pinkerton
- Sinead Matthews – Miss Honoria Waynflete
- Tom Riley – Lord Whitfield
- Douglas Henshall – Major Horton
- Mathew Baynton – Dr Thomas
- Mark Bonnar – Reverend Arthur Humbleby
- Nimra Bucha – Mrs Humbleby
- Tamzin Outhwaite – Mrs Piercer